# クサキリ

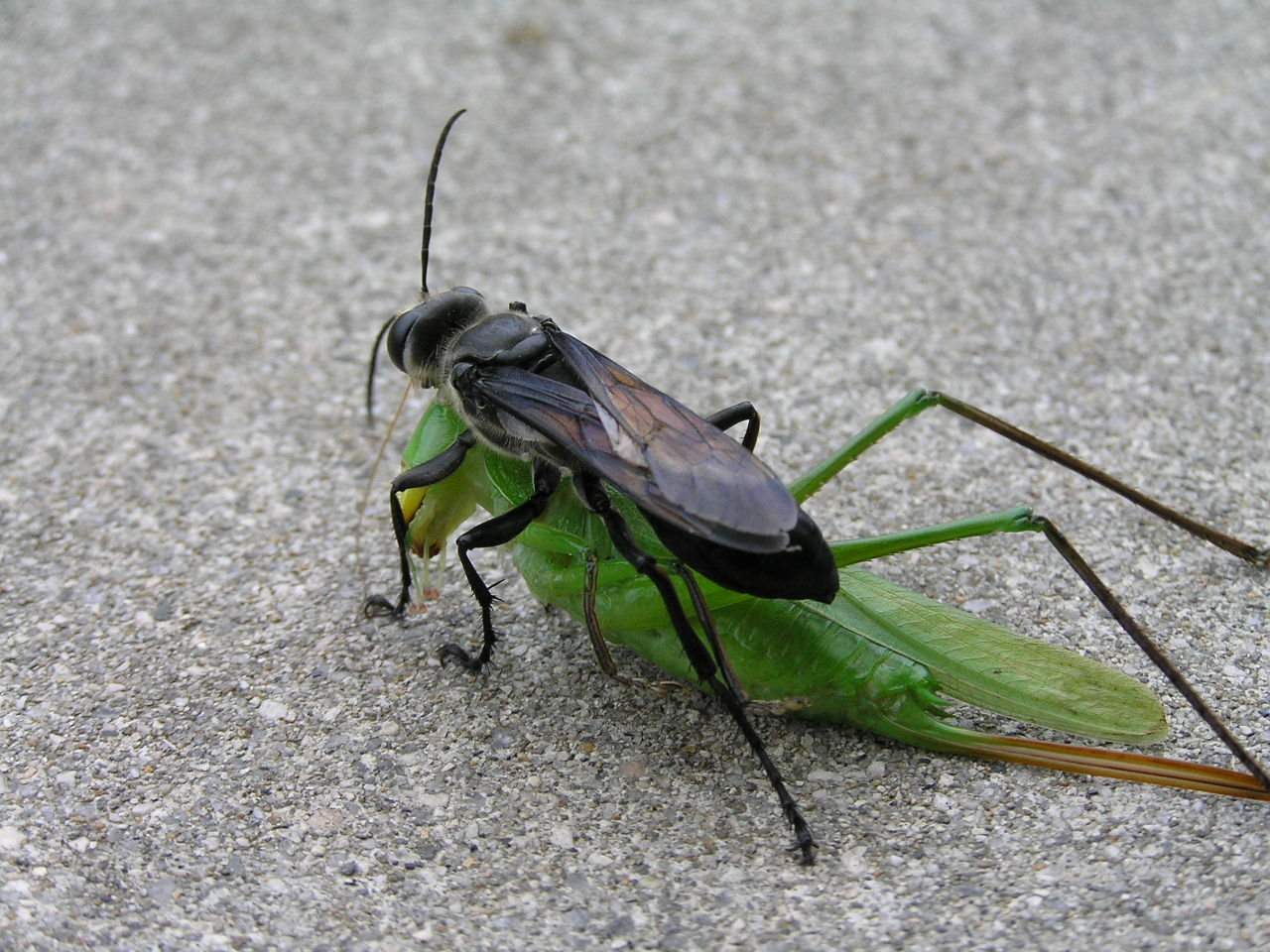
クロアナバチに捕獲されたクサキリ（下、この後、クロアナバチはクサキリの体内に卵を産みつけ、孵化後は幼虫の餌となる（蒜山高原にて））

クサキリ（草螽蟖、学名:Ruspolia lineosus ）は、バッタ目キリギリス科に分類される昆虫。

## 分布
- 日本（本州の関東以南、四国、九州）、中国、台湾

## 形態
体長40-55mm。クビキリギスに似るが、本種は頭頂部が丸く、口の周囲も黄色っぽいことで区別できる。
（但し、褐色型の口は赤っぽくなる。）
緑色型と褐色型があり、メスは長めの産卵管を持つ。後脚脛節は濃い褐色で、他のクサキリ類よりも後ろ足が長く、跳躍力が強い。他の部分の色彩は他の近似種に比べて地味である。クビキリギスほどではないが飛翔力があり、自販機やコンビニなどの照明にも来る。

## 生態
湿潤な草原に生息する。比較的自然度が高めな環境を好むが、カヤキリと異なり小面積な草むらでも生息可能なため市街地にもいる。
成虫は8-10月にかけて見られ、夜間に「ジーーーー」という声で鳴く。食性は雑食で、イネ科植物の実や葉、他の昆虫などを食べる。イネ科植物の株の根際に産卵し、卵は翌年の6月下旬頃に孵化する。他の近似属と異なり本種及びヒメクサキリ、オオクサキリは捕まえない限りいっさい威嚇行動をとらない。

## 近似種
ヒメクサキリ R.dubia
体長（頭頂より翅端まで）40-60mm。体は緑または褐色で、前胸背面上部両側がやや薄い色で縁取られている。この線は若齢幼虫では不明瞭で、クサキリとの区別は難しい。後脚脛節及びメスの産卵管は褐色部分が少なく、色が薄い。ヒメとは名が付くが体長・体格はほぼクサキリと同様、かえって本種の方が大きいことさえ有る。本州中部以北に分布。主に山間部、林縁などに生息し、北に行くほど個体数が増え、普通種となる。東北地方より北海道に掛けて、他のクサキリ類が見られない地方ではほぼ本種が占めるようになる。鳴き声はクサキリよりやや大きいぐらいで、区別が付きにくいが、時折、「ジ・ジ・ジ・・・・」と言うような合いの手を入れる鳴き方をすることで区別できる。羽はあるがほとんど飛翔しない。飛んでも1-2メートル程度の距離である。孵化及び羽化はクサキリより半月ほど早い。卵で越冬し、年1回発生。
オオクサキリ R.sp
体長（頭頂より翅端まで）55-70mm。体は緑または褐色で、前胸背面上部両側がやや薄い色で縁取られている。この線は若齢幼虫では不明瞭で、クサキリとの区別は難しい。後脚脛節は褐色部分が少なく、色が薄い。メスの産卵管はクサキリ同様褐色で、腹部より若干長い。分布はきわめて局所的で、関東地方の海岸線、一部の山間部、新潟-長野県あたり。主に芦原に生息し、クサキリやカヤキリなど他のクサキリ類と混生することも多い。分布が限られ、生息する環境も限定されるため、絶滅危惧種に指定する県が多い。鳴き声は非常に甲高く金属的で、「キリキリキリ・・・・」と聞こえる。いつも様々なテンポの鳴き方をする個体が混生し、遺伝などによる物かどうかは不明である。他のクサキリ属2種に比べてややカヤキリのような性質・生態をもち、羽はあるが全く飛翔せず、歩行・跳躍によって移動する。また昼間は草の根もと付近に潜んでいるため探すのも困難である。夜間になると高いところに這い出してきて鳴くのもカヤキリと一緒である。最近ではセイバンモロコシを食草にして、僅かではあるが個体数回復の兆しが見える。有毒であるセイバンモロコシを何故食草に出来るかは不明であるが、毒の少ない部位を選んで食べているのではないかと思われる。孵化及び羽化はクサキリより半月ほど早い。卵で越冬し、年1回発生。
ヒサゴクサキリ Palaeoagraecia luteus